# Camila Alves

Camila Alves

Camila Alves McConaughey (sinh ngày 28 tháng 1 năm 1982) là một nhà thiết kế thời trang và người mẫu người Mỹ gốc Brazil. Cô kết hôn với Diễn viên người Mỹ Matthew McConaughey.

## Tiểu sử
Camila Alves sinh ra ở Brazil và lớn lên ở đó cho đến khi mười lăm tuổi. Mẹ cô là một nghệ sĩ và nhà thiết kế, và cha cô, một nông dân. Năm mười lăm tuổi, Alves đến Los Angeles để thăm cô và quyết định ở lại. Sau bốn năm làm việc dọn dẹp nhà cửa và phục vụ bàn, cô trở nên thông thạo tiếng Anh và quyết định biến Hoa Kỳ thành nơi ở của mình.
Vào ngày 4 tháng 8 năm 2015, cô trở thành công dân Hoa Kỳ, trong cùng một buổi lễ nhập quốc tịch với tư cách Diễn viên người Anh Emily Blunt.

## Sự nghiệp
Ở tuổi 19, Alves chuyển đến thành phố New York để theo đuổi sự nghiệp làm người mẫu thời trang. Alves và mẹ cô thiết kế dòng túi xách Muxo, phát triển thiết kế của họ sau khi thử nghiệm trong ba năm với phong cách và các mẫu thiết kế. Trong năm 2010, Alves đã tổ chức mùa thứ ba của loạt phim truyền hình thực tế Bravo Shear Genius.
Vào tháng 4 năm 2012, Alves đã ký hợp đồng với tư cách là người mẫu đại diện mới cho dòng quần áo của Macy "Khái niệm quốc tế I.C".

## Đời tư
Alves gặp Diễn viên người Mỹ Matthew McConaughey năm 2006. Cặp đôi này đã tham gia vào ngày Giáng sinh năm 2011  và kết hôn vào ngày 9 tháng 6 năm 2012 tại Austin, Texas, nơi họ cư trú. Họ có ba người con: con trai Levi (sinh ngày 7 tháng 7 năm 2008), con gái Vida (sinh ngày 3 tháng 1 năm 2010), và con trai Livingston (sinh ngày 28 tháng 12 năm 2012).